# DJ Felli Fel
James Andrew Corrine, más conocido por su nombre artístico DJ Felli Fel, es un DJ, locutor de la radio Power 106, productor discográfico y artista de grabación, firmó recientemente para So So Def. Es también miembro de los The Heavy Hitters DJs.

## Biografía
DJ Felli Fel nació en Rock Hill, Carolina del Sur y creció en Atlanta, Georgia (Estados Unidos), Los Ángeles, California y Dallas, Texas. Mientras era un adolescente en Dallas, comenzó su carrera como DJ en fiestas que realizaba en su casa. Su carrera en la radio comenzó en la estación de radio de Dallas K104 y Waco, la estación en español de Texas, KHCK. Más tarde, se unió a la estación de Hip hop de Los Ángeles, Power 106. En Power 106, es el anfitrión de la Felli Fel transmitidos los sábados por la noche.
Él tenía un cameo como él mismo en la película de 2003 de Malibu Most Wanted. En 2007, firmó con Island Def Jam / So So Def. Su álbum de debut para el sello se titula tentativamente Go DJ !. Entre los sencillos del álbum se incluyen Finer Things con Jermaine Dupri, Kanye West, Fabolous y Ne-Yo, Get Buck In Here con Diddy, Akon, Lil Jon y Ludacris, Feel It con Sean Paul, Pitbull, Flo Rida y T-Pain. DJ Felli Fel también apareció en la banda sonora del juego Midnight Club: Los Angeles, con su canción "Get Buck in Here ". Luego lanzó el sencillo " Boomerang" con Akon, Pitbull y Jermaine Dupri. La pista ha sido remezclado por DJ Vice en 2011.
El 22 de abril de 2013, lanzó su nuevo sencillo en iTunes titulado Reason To The Hate, que cuenta con el cantante Ne-Yo y los raperos Tyga y Wiz Khalifa. Fue coproducido por Ned Cameron.

## Álbum de estudio
| Año | Detalles del álbum                      | Posición en listas | Posición en listas | Posición en listas |
| Año | Detalles del álbum                      | US                 | US R&B             | US Rap             |
| --- | --------------------------------------- | ------------------ | ------------------ | ------------------ |
| TBA | Go DJ! - Formatos: CD, digital download | —                  | —                  | —                  |

## Como artista principal
| "Get Buck in Here" (featuring Diddy, Akon, Ludacris & Lil Jon)                    | 2007 | 41  | 72 | 13 | 58 | - US: Gold | Non-album singles |
| "Finer Things" (featuring Kanye West, Jermaine Dupri, Fabolous & Ne-Yo)           | 2008 | 101 | 80 | 8  | —  |            | Non-album singles |
| "Feel It" (featuring T-Pain, Sean Paul, Flo Rida & Pitbull)                       | 2009 | —   | —  | 23 | —  |            | Non-album singles |
| "Boomerang" (featuring Akon, Pitbull & Jermaine Dupri)                            | 2011 | —   | —  | —  | —  |            | Non-album singles |
| "It's Your Birthday B!tch" (featuring Lil Jon & Jessie Malakouti)                 | 2012 | —   | —  | —  | —  |            | Non-album singles |
| "Reason to the Hate" (featuring Ne-Yo, Tyga & Wiz Khalifa)                        | 2013 | —   | —  | —  | —  |            | Non-album singles |
| "Have Some Fun" (featuring Cee-Lo, Juicy J and Pitbull)                           | 2014 | —   | —  | —  | —  |            | Non-album singles |
| "—" denotes a recording that did not chart or was not released in that territory. |      |     |    |    |    |            |                   |

## Como artista invitado
| "Do You Like...?" (Bosko featuring DJ Felli Fel)                                                      | 2006 | — | — | — | — | That Fire         |
| "I'm Toe Up (Remix)" (Problem featuring DJ Felli Fel, DJ Quik, Kurupt, Terrace Martin and Snoop Dogg) | 2008 | — | — | — | — | Non-album singles |
| "Diamonds & Patron" (Tino Cochino featuring Paul Wall, DJ Felli Fel and DJ Class)                     | 2009 | — | — | — | — | Non-album singles |
| "—" denotes a recording that did not chart or was not released in that territory.                     |      |   |   |   |   |                   |

### Créditos de producción
- 2001 "I Like Them Girls (Power Mix)" (Tyrese featuring Bosco)
- 2001 "World Wide (Remix)" (Outlawz featuring 2Pac and T-Low)
- 2002 "A Piece of Me" (Luniz featuring Fat Joe)
- 2003 "Bomba" (Felli Fel from the motion picture Malibu's Most Wanted)
- 2004 "Back it up" (Young Rome)
- 2004 "It's All Right" (Guerilla Black)
- 2004 "Intro" (Cassidy)
- 2006 "On Bail" (Xzibit featuring T-Pain, The Game and Daz Dillinger)
- 2006 "That Ain't Right" (Sean Kingston)
- 2006 "Like That" (Noelle featuring Felli Fel from the motion picture Employee of the Month)
- 2007 "Don't Stop" (Baby Bash featuring Keith Sweat)
- 2007 "Take You There"  (Sean Kingston)
- 2008 "Live It Up! (DJ Felli Fel Remix)" (Roscoe Umali featuring E-40 and Bobby V)
- 2008 "Died in Your Arms" (Smitty featuring T-Pain)
- 2008 "Died in Your Arms" (Remix) (Smitty featuring T-Pain, Junior Reid and Rick Ross)
- 2008 "Cinematic" (Jessi Malay)
- 2008 "The Money" (R. Kelly featuring Fat Joe)
- 2008 "Jolly Rancher" (Tino Cochino)
- 2009 "Diamonds & Patron" (Tino Cochino featuring Paul Wall, DJ Felli Fel and DJ Class)
- 2009 "Dizzy" (Frankie J)
- 2009 "One Night" (New Boyz)
- 2009 "Loaded" (Jeremy Green featuring Ya Boy)
- 2012 "Dirty Martini" (Collins Pennie)
- 2013 "Lighters" (50 Cent featuring Chris Brown)

### Premios
| Año  | Grupo             | Premio     | Resultado ! |
| ---- | ----------------- | ---------- | ----------- |
| 2008 | BET Hip Hop Award | DJ Del Año | Nominado    |